# Nemzet Akaratának Pártja
A Nemzet Akaratának Pártja (más néven Nemzeti Akarat Pártja vagy Nemzeti Akarat Párt, röviden NAP) egy 1935 és 1937 között létezett szélsőjobboldali párt volt Magyarországon, amit Szálasi Ferenc alapított. A pártot 1937. április 16-án tiltotta be rendeletileg Széll József belügyminiszter, miután Szálasit egy nappal korábban letartóztatták.

## Története

### Alapítása és programja
Szálasi Ferenc, a hungarizmus ideológiájának kidolgozója 1933 márciusában 46 oldalas írást tett közzé A magyar állam felépítésének terve címmel. Mivel Szálasi vezérkari tiszt volt a Honvédségnél, tilos lett volna politizálnia, ő mégis megküldte a nagy visszhangot kiváltó iratot feletteseinek. Korábban már figyelmeztette Gömbös Gyula akkori hadügyminiszter, hogy ne politizáljon. Ezúttal 20 napos állomásfogsággal büntették, és kihelyezték a 14. honvéd gyalogezredhez Egerbe. Itt is folytatta azonban politikai tevékenységét, és összeismerkedett többek között Csia Sándorral és Taby Árpáddal is. A körülötte kialakuló kör hatására 1934 októberében úgy döntött, kéri nyugalmazását és inkább a politikának szenteli életét. Gömbös már miniszterelnökként magához hívatta, és amikor látta hogy nem tudja lebeszélni tervéről, felajánlott egy mandátumot a kormánypárt, a Nemzeti Egység Pártja színeiben, amit azonban Szálasi elutasított. Szálasi 1935. március 1-jén került nyugállományba.
Szálasi 1935 március 4-én jelentette be a Hollán Ernő utca 10. szám alatti albérletében megtartott értekezleten első önálló pártja, a NAP megalakítását. A névválasztást az akkori kormánypárt neve, illetve Szálasi azon gondolata hozta létre hogy ők a nemzet akaratát képviselik. Fontos volt még, hogy a párt nevének a rövidítése is értelmes szót (NAP) alkotott. A párt jelvényén ezért is jelent meg a Nagy-Magyarország mögül feltűnő Nap, ami alatt a HIT volt olvasható rovásírással. Amikor a pártnak irodát bérelték, szándékosan történt az a Nap utcában. Az 1936 márciusában megalapított ifjúsági szervezet pedig a Honszeretet Ifjúsági Szakosztály nevet kapta, aminek rövidítése szintén értelmes szó, a HISZ. Május 1-jén jelentette be Szálasi a zászlóbontást a Belügyminisztériumban, habár az nem volt kötelezően előírva.
A NAP céljait és programját a március 4-én elfogadott Cél és követelések című kiadvány tartalmazta, amit három részre osztottak fel („Hitvallás”, „Alapterv és követelések” valamint „Végszózat”). Ezek az ideológiai alapvetéseken túl egy 32 pontból álló kormányprogramot is tartalmaztak, és egy erősen hierarchizált, katonai jellegű rendszerben képzelte el az ország jövőjét. Az állam vezetőjét, a Nádort mindkét nemre kiterjedő általános és titkos választáson döntötték volna el. Felette az Alkotmánybíróság gyakorolt volna kontrollt. A program tartalmazta a trianoni béke felülvizsgálatát és Nagy-Magyarország visszaállítását is. A társadalmi kérdésekben hármas alapelvet fogalmazott meg: 1, a közérdek elsődlegessége, 2, a társadalmi különbségek mérséklése és 3, szembenállás a zsidósággal, ami a századforduló óta szerzett vagyonok felülvizsgálatát és jelentős korlátozásokat jelentett volna. A program nem sok újdonságot jelentett az 1920-as évek óta fennálló politikai környezetben, azok leginkább csak a területi revízió után megjelenő föderatív berendezkedési ötletben jelentkeztek.

### 1935-ös országgyűlési választás
Az 1931-ben megválasztott Országgyűlést 1935 márciusában oszlatták fel, és az új választásokat áprilisra írták ki.

## Szervezete
A pártot Szálasi kezdettől egy centralizált mozgalmi pártként kívánta megszervezni a nemzetiszocializmus eszmei alapjain. A NAP-ot központosított struktúra, katonai jellegű utasítási rendszer és a feltétlen engedelmesség kívánalma jellemezte, amely az első ilyen jellegű párt volt Magyarországon. A másik újdonság a Szálasi-féle pártpolitikában az ún. „kettős szervezés” volt; azaz a legális és az illegális tevékenység párhuzamos szervezése. A nyíltan fellépő NAP mellett 1936-tól egy titkos mozgalom, a Hungarista Mozgalom is útjára indult.